# Jorge Arcas
Pour les articles homonymes, voir Arcas (homonymie).
Arcas  Peña est un nom espagnol. Le premier nom de famille, en général paternel, est Arcas ; le second, en général maternel, souvent omis, est Peña.
Jorge Arcas Peña (né le 8 juillet 1992 à Sabiñánigo) est un coureur cycliste espagnol, membre de l'équipe Movistar.

## Biographie
De 2011 à 2015, Jorge Arcas est membre de Lizarte, un club amateur espagnol. Avec cette équipe, il participe presque exclusivement à des courses du calendrier national, où il remporte plusieurs courses, notamment lors de la saison 2014.
Au mois d'août 2015, il signe un contrat de deux ans en faveur de la formation World Tour Movistar à partir de la saison 2016,. En fin de contrat avec Movistar en décembre 2023, l'équipe annonce en octobre la prolongation de celui-ci jusqu'en fin d'année 2025.
Avec l'équipe Movistar, il est principalement utilisé comme équipier. Il participe aux trois grands tours, sans décrocher de succès. Ses performances les plus notables sont une troisième place lors de la 8e étape du Tour d'Italie 2022 et la deuxième place lors du contre-la-montre par équipes de la première étape du Tour d'Espagne 2023.

## Palmarès
- 2010
  - Champion d'Aragon du contre-la-montre juniors
- 2011
  - Champion d'Aragon sur route espoirs
  - Champion d'Aragon du contre-la-montre espoirs
- 2014
  - Torneo Lehendakari
  - Deux Jours d'Alava :
    - Classement général
    - 1re étape

  - Mémorial Luis Muñoz
  - 3e étape du Tour de Palencia
  - 2e du San Isidro Sari Nagusia
  - 3e de l'Ereñoko Udala Sari Nagusia
- 2015
  - Champion d'Aragon sur route
  - San Gregorio Saria
  - Mémorial Luis Muñoz
  - 2e étape du Tour de Navarre
  - Loinatz Proba
  - Laudio Saria
  - 2e du Circuito de Pascuas
  - 2e du Tour de Navarre
  - 2e de la Subida a Urraki
  - 2e du Premio Nuestra Señora de Oro
  - 2e de Bayonne-Pampelune
  - 2e du Tour de León
  - 2e du Gran Premio San Lorenzo
  - 3e du Tour de Lleida
  - 3e de la Clásica Ciudad de Torredonjimeno
  - 3e du Gran Premi Vila-real
  - 3e du Premio San Pedro
  - 3e du Tour de Cantabrie

### Résultats sur les grands tours

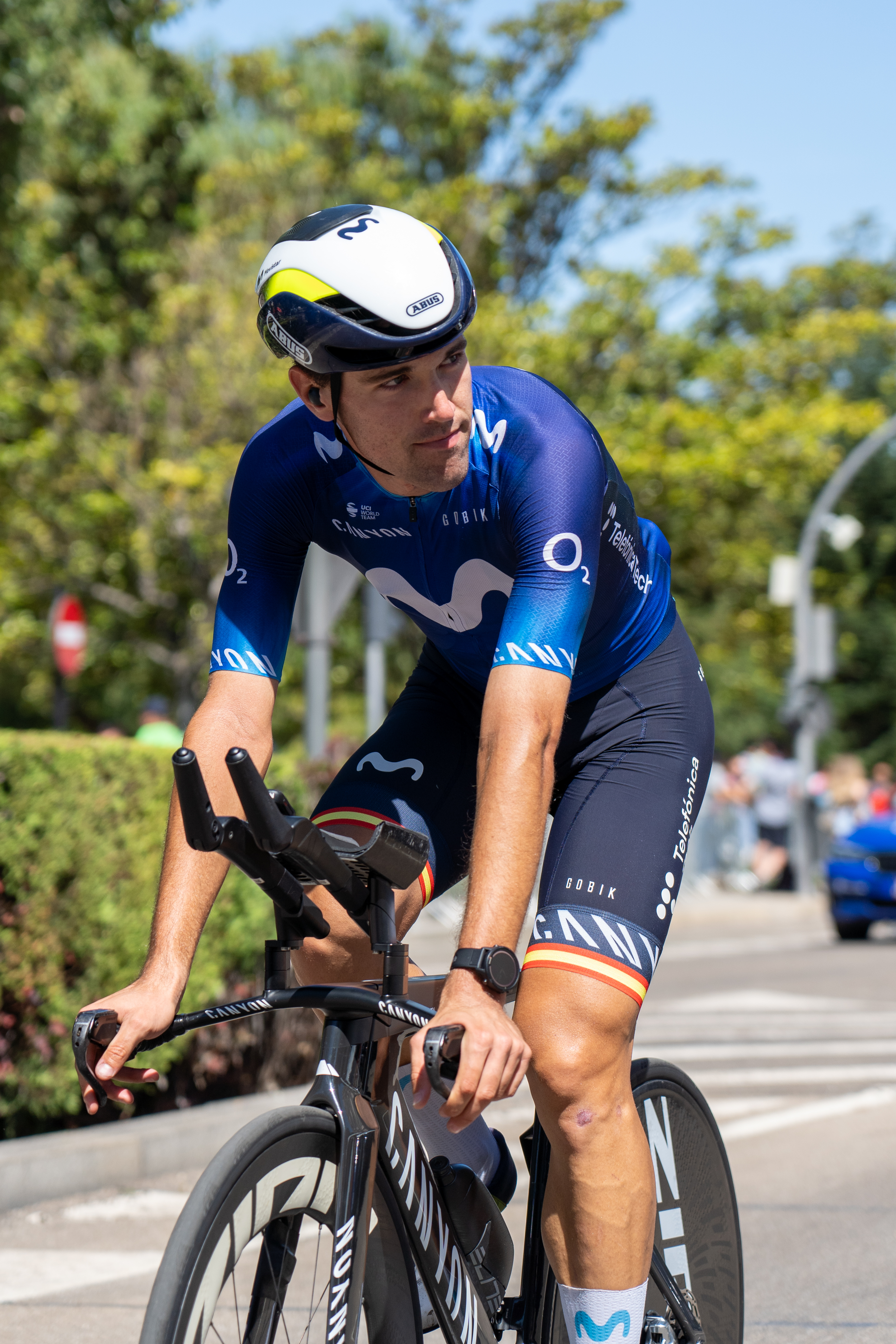
Jorge Arcas lors du Tour d'Espagne 2023.

#### Tour de France
1 participation
- 2021 : 90e

#### Tour d'Italie
1 participation 
- 2022 : 60e

#### Tour d'Espagne
5 participations
- 2017 : abandon (12e étape)
- 2019 : 93e
- 2020 : 77e
- 2023 : 87e
- 2024 : 112e

### Classements mondiaux
| Année                                 | 2016  | 2017  | 2018  | 2019  | 2020 | 2021  | 2022  | 2023  |
| ------------------------------------- | ----- | ----- | ----- | ----- | ---- | ----- | ----- | ----- |
| UCI World Tour                        | nc    | 421e  | 338e  |       |      |       |       |       |
| Classement mondial                    | 1204e | 1983e | 1434e | 3264e | 950e | 1819e | 1254e | 1665e |
| UCI Europe Tour                       | 959e  | 1378e | 1229e | 1986e | 743e | 1250e | 874e  | nc    |
|                                       |       |       |       |       |      |       |       |       |
| Légende : nc = non classéSource : UCI |       |       |       |       |      |       |       |       |